# Mauser MG 213
L'MG 213 è un cannone revolver sviluppato dall'azienda tedesca Mauser durante la seconda guerra mondiale. A causa della guerra, ne poterono essere prodotti solo dieci prototipi, che alla fine del conflitto caddero nelle mani degli Alleati in diverse località.

## Storia
Il Ministero dell'Aeronautica del Reich richiese un cannone per aerei da 20 mm con una cadenza di fuoco di 1000 colpi al minuto e una velocità iniziale di 1000 m/s. La produzione di un'arma del genere ha richiesto uno sviluppo completamente nuovo, poiché i sistemi convenzionali disponibili non erano in grado di raggiungere parametri di prestazioni così elevati. In precedenza, ogni cartuccia doveva essere inserita nella camera, accesa ed espulsa individualmente, il che limitava notevolmente il sistema. La cadenza di fuoco e anche la funzionalità risentirono notevolmente delle forze G prevalenti in un combattimento aereo. Per questo motivo, nel nuovo progetto, la canna e la camera di cartuccia vennero separate dal sistema a tamburo dei revolver noto fin dal XVI secolo. Ciò ha trasformato il movimento lineare del sistema di bloccaggio in un movimento rotatorio, aumentandone significativamente la velocità e l'affidabilità. Inoltre è stato abbandonato il rifiuto fondamentale del compressore a pressione del gas.

## Tecnologia
L'arma in questione era un caricatore a gas che controllava un carrello, il quale a sua volta azionava il tamburo con cinque camere e l'alimentatore delle cartucce. La tenuta stagna del tamburo sulla canna veniva ottenuta facendo funzionare il sistema in un alloggiamento chiuso e tramite una boccola che scorreva in avanti a ogni colpo e collegava il tamburo alla canna. In questo modo si creava un movimento rotatorio, mentre solo la slitta di controllo, che azionava la stella di alimentazione della cartuccia, eseguiva un movimento lineare. L'arma era azionata elettropneumaticamente e sparava elettricamente. Ciò significava che il cannone poteva sparare anche come arma controllata attraverso il cerchio dell'elica. Sostituendo la canna e il tamburo, l'arma poteva essere convertita da MG213C da 20 mm a MK213C da 30 mm.

## Ulteriori sviluppi
L'arma stessa era così rivoluzionaria che tutte le potenze vincitrici la copiarono quasi senza modificarla o la svilupparono ulteriormente sulla base di essa. Negli USA fu creato l' M39, in Francia il DEFA e in Gran Bretagna l'ADEN. L'aeronautica militare svedese ha utilizzato il cannone automatico KCA da 30 mm prodotto da Hispano-Suiza (in seguito Oerlikon) a Ginevra sul Saab Viggen JA 37, utilizzato come intercettore dal 1978 al 2005. Anche i modelli 206RK e 302RK della Oerlikon erano basati sulla MG 213.
Lo sviluppo delle pistole revolver continuò nella Germania del dopoguerra e in Svizzera. In particolare, le aziende Mauser e Oerlikon, che in seguito entrarono a far parte del gruppo Rheinmetall, erano in testa. Ancora oggi la Rheinmetall produce cannoni revolver, tra cui il Mauser BK-27 e il cannone revolver KDG.

## Dati tecnici
MG213C da 20 mm

- Calibro: 20 × 135 mm
- Peso: 75 kg; Peso del gruppo 96 kg
- Lunghezza dell'arma: 1930 mm
- Lunghezza del tubo: 1600 mm
- Cadenza di fuoco: 1200–1400 colpi/min (circa 21 colpi/s)
- Velocità iniziale: 1050 m/s

30mm MK213C

- Calibro: 30 × 85R mm
- Peso: 75 kg; Peso del gruppo 96 kg
- Lunghezza dell'arma: 1630 mm
- Lunghezza del tubo: 1300 mm
- Cadenza di fuoco: 1000–1200 colpi/min (circa 19 colpi/s)
- Velocità iniziale: 530 m/s

## Collegamenti web
- foto

## Letteratura
- Walter Schmidt: La storia dello sviluppo dell'arma aeronautica Mauser MG / MK 213 C – precursore del BK 27. DWJ, Blaufelden [2004], ISBN 3-936632-38-3 .